# Alan Davies
 Ikke at forveksle med Allan Davis.
Alan Roger Davies (født 6. marts 1966 i Loughton) er en engelsk komiker, stand-up-komiker og skuespiller, der bedst er kendt for sin rolle i den britiske tv-serie Jonathan Creek og som den faste paneldeltager i det britiske tv-program QI.

## Tidlige liv
Davies blev født i Loughton i Essex og voksede op i Chingford i London. Hans mor døde af leukæmi, da han var seks år, og han blev opdraget med sine to søskende af deres far, der var bogholder. I 1982 gik han ud af skolen. I 1988 dimitterede Davies fra University of Kent i drama og i 2003 fik han en æresdoktorgrad på universitet.

## Karriere

### Stand-up
I 1988 begyndte Davies at lave stand-up i en Labour-klub i Whitstable. Han blev inspireret til det, mens han gik på universitetet, hvor han komikere som Billy Connolly. i 1991 blev han kåret som den bedste unge komiker af Time Out og i 1994 fik han Edinburgh Festivalens kritikerpris. I 1995 fik en videooptagelse af hans optræden på Lyric Theatre en god modtagelse.
I 1998 udkom et af Davies' shows på dvd. Det hed Urban Trauma.
Efter næsten 12 års pause fra stand-up, turnerede Davies i 2011 i Australien og i 2012 i Storbritannien med sit show Life is Pain.

### Radio
I 1994 og 1995 var Davies vært for BBC Radio 1-programmet Alan's Big One. Programmet kørte i 13 timelange episoder.
I 1998 var Davies med i BBC Radio 4-programmet The Alan Davies Show som medforfatter og hovedrolleindehaver. Programmet handlede om den usuccesfulde skuespiller Alan Davies og hans venner. Programmet kørte i en sæson på seks episoder.
I 2004 og i 2007 var Davies med i radioprogrammet About a Dog. Han spillede hunden Jack.

### Tv
I 1995 spillede Davies rollen som Simon Treat i Channel 4-programmet One for the Road. Programmet var en parodi på et rejseprogram.
I 1998 og 2000 spillede Davies hovedrollen Russell Boyd i komedieserien A Many Splintered Thing.
I 2001 spillede Davies hovedrollen Robert Gossage (Bob) i komediedramaet Bob and Rose, som en en homoseksuel mand, der bliver forelsket i en kvinde. Serien kørte i en sæson på seks episoder, og vandt i prisen som bedste komedieserie ved British Comedy Awards i 2001.
Davies spillede i 2004 og 2005 rollen som Henry Farmer i dramaserien The Brief, men holdt op efter to sæsoner og serien stoppede.
I 2008 spillede Davies med i to episoder af serien Hotel Babylon.
Davies spillede med i et afsnit af tv-serien Lewis i 2010. Det var afsnit 14 ud af 23, der hed Lewis: Your Sudden Death Question. I 2010 spillede han også hovedrollen Roland White – en kok – i komedieserien Whites. Whites kørte en enkelt sæson på seks afsnit.
I 2011 spillede Davies med i to afsnit af tv-serien Little Crackers.

#### Jonathan Creek
I 1997 fik Davies rollen som den intelligente og afdæmpede Jonathan Creek i BBC-serien Jonathan Creek. Rollen som Creek gav Davies berømmelse og popularitet. Serien løb regelmæssigt til 2004 og var en blanding af krimi, drama og komedie. I 2009 og 2010 kom der to yderligere episoder. I 1998 vandt Jonathan Creek en BAFTA for bedste dramaserie.

#### QI
Siden 2003 har Davies været fast paneldeltager i BBC-programmet QI, hvor Sandi Toksvig er vært. Han har været med i alle normale episoder, men i en enkelt episode var han kun med i introen, der var forhåndsindspillet, fordi han var til Champions League finalen under optagelsen.

### Film
I 2004 spillede Davies hovedrollen i dramaet Roman Road. Davies spillede rollen som Vince, der sammen med sin ven Matt, begiver sig ud på en rejse på en romersk vej.
I 2006 spillede Davies hovedrollen i dramafilmen The Good Housekeeping Guide.
Davies spillede i 2007 med i filmatiseringen af Agatha Christie-romanen Mod nulpunktet af samme navn.
Davies havde en rolle i filmen Hormoner, hængerøve og hårde bananer fra 2008.

## Privatliv
Den 13. januar 2007 blev Davies gift med Katie Maskell, efter seks måneders forlovelse. De mødtes i 2005 backstage til QI-studiet. Komiker Bill Bailey var Davies' forlover ved brylluppet. Den 9. december 2009 blev parrets første barn, datteren Susie, født. Den 18. juni 2011 blev parrets andet barn, sønnen Robert, født.
Davies er pescetar og har lagt stemme til en antivivisektionsvideo, der hedder "Wasted Lifes" (spildte liv) for foreningen Animal Aid.
Davies er ateist.
I 2007 bed Davies beruset i øret på en hjemløs mand. Han (Davies) havde været til begravelse forinden.
Davies er fan af fodboldklubben Arsenal F.C. og var på et tidspunkt vært for podcastet It's Up For Grabs Now, der diskuterer Arsenal F.C.-relevante emner. Siden den 18. januar 2011 har Davies været vært for Arsenal-podcastet The Tuesday Club.